# Бальчюнай
Бальчюнай (лит. Balčiūnai, пол. Balciuny) — деревня в Лентварском старостве, в Тракайском районе Вильнюсского уезда Литвы. Располагается в 1 км на севере от Рикантай и в 12 км на севере от Кариотишек.

## Физико-географическая характеристика
Деревня Бальчюнай располагается в 1 км на севере от Рикантай и в 1 км на западе от Жямиейи-Сямянюкай. Бальчюнай включают в себя 2 улицы: Gėlių gatvė (Цветочная улика) и Miško gatvė (Лесная улица).

## История
Бальчюнай под названием Болчуны упоминаются на картах Российской Империи 1860 года, 1872 года, под названием Balciuny упоминаются на Польских картах 1925 года, 1933 года, на Советских картах 1940 года деревня упоминается под названием Бальцюны, на картах 1990 года обозначена под нынешним названием Бальчюнай. По данным на 2011 год, в Бальчюнай проживает 21 житель.

## Население
| 1905                           | 1931 | 1959 | 1970 | 1979 | 1989 | 2001 | 2011 |
| ------------------------------ | ---- | ---- | ---- | ---- | ---- | ---- | ---- |
| 45                             | 67   | 42   | 49   | 47   | 36   | 25   | 21   |
| Гистограмма динамики населения |      |      |      |      |      |      |      |